# فلوريان كونز
فلوريان كونز (بالألمانية: Florian Kunz)‏ هو لاعب هوكي الحقل ألماني، ولد في 22 فبراير 1972 في ليفركوزن في ألمانيا.

## وصلات خارجية
- فلوريان كونز على موقع اللجنة الأولمبية الدولية (الإنجليزية)
- فلوريان كونز على موقع أوليمبيديا (الإنجليزية)